# Peromyscus furvus
Peromyscus furvus är en däggdjursart som beskrevs av J. A. Allen och Chapman 1897. Peromyscus furvus ingår i släktet hjortråttor, och familjen hamsterartade gnagare. IUCN kategoriserar arten globalt som otillräckligt studerad. Inga underarter finns listade i Catalogue of Life.
Artepitet i det vetenskapliga namnet är latin och betyder mörk eller svartaktig.
Arten är en av de större hjortråttorna. Den når en absolutlängd av 23 till 30 cm, inklusive en 11 till 16 cm lång svans. Peromyscus furvus väger 40 till 60 g. Pälsen har på ryggen en mörkbrun till svartaktig färg. Den blir mera rödaktig och ljusare på sidorna. På undersidan är pälsen ljusgrå till vitaktig. Helt svarta individer (melanism) har observerats. Svansen är antingen svart eller mörk på ovansidan och ljusare på undersidan. Det finns även exemplar med en vit svansspets. Jämförd med andra hjortråttor som förekommer i centrala Mexiko är arten betydlig större. Arten har i varje käkhalva en framtand, ingen hörntand, inga premolarer och tre molarer, alltså 16 tänder. Det förekommer inga rännor i de övre framtänderna.
Denna hjortråtta förekommer i centrala Mexiko öster om Mexico City. Arten vistas i regioner som ligger 650 till 2900 meter över havet. Habitatet utgörs av barrskogar och molnskogar.
Individerna är aktiva på natten och äter främst bär och frukter. Honor kan troligen para sig hela året.